# Adesso sì
Adesso sìは、1966年にイタリアの音楽家たるセルジオ・エンドリーゴが発表し、シングル盤レコードとしてリリースした楽曲。

## 解説
本曲は1966年にセルジオ・エンドリーゴ自身の作詩・作曲により制作されたもので、イタリアのレーベルであったフォニト・チェトーラよりシングル盤として発売され、イタリアのヒットチャートである「Hit Parade Italia」では最高10位を記録した。
「1966年サンレモ音楽祭」にて、エンドリーゴと大英帝国の男性ポップソングデュオ：チャド&ジェレミー（Chad & Jeremy）がスペシャル・ユニットを結成して本曲を歌唱、コンクールにて8位入賞を果たしている。
なお、チャド&ジェレミーも本曲のシングルレコードをアメリカ合衆国のCBSレコードより発売している。
またイタリアの伝説的シンガー・ソングライターと云われるルシオ・バティスティがその生涯のうちで初めてレコーディングのために演奏した一曲としても知られている。

## 収録曲
- セルジオ・エンドリーゴ盤
  - Cetra - SP 1297

1. "Adesso sì" （作詩・作曲：セルジオ・エンドリーゴ（イタリア語版））
2. "Io e la mia chitarra"（作詩・作曲：セルジオ・エンドリーゴ）

- チャド&ジェレミー盤
  - CBS 2163

1. "Adesso sì" （作詩・作曲：セルジオ・エンドリーゴ）
2. Nessuno Piu Di Me（作詩：ジャンニ・マルケッティ（英語版）、作曲：エットーレ・ストラッタ（英語版））

## 日本における展開
本曲は、1974年に東京放送（TBSテレビ）にて放映された連続テレビドラマ『赤い迷路』（制作：大映テレビ株式会社）の劇中挿入歌として採用され、音羽たかしの訳詩により日本語版歌詞を当てはめ、エンドリーゴと同じイタリア人カンツォーネ歌手のファウスト・チリアーノが日本語で歌唱し、「去り行く今」という題名を命名されて日本グラモフォン（ポリドール・レコード）より発売した。

### 収録曲
- ファウスト・チリアーノ盤
  - ポリドール DP1962

1. 去り行く今 （作詩・作曲：セルジオ・エンドリーゴ、訳詩：音羽たかし、編曲：青木望）
2. 「赤い迷路のテーマ」〈Instrumental〉（作曲・編曲：木下忠司）